# Molophilus plebejus
Molophilus plebejus är en tvåvingeart som beskrevs av Alexander 1956. Molophilus plebejus ingår i släktet Molophilus och familjen småharkrankar. Inga underarter finns listade i Catalogue of Life.